# Olofström (commune)
La commune d'Olofström est une commune du comté de Blekinge en Suède. Sa superficie est de 391 km2, et 13 031 personnes y vivent. Son siège se trouve à Olofström.

## Localités principales
- Gränum
- Jämshög
- Kyrkhult
- Olofström
- Vilshult